# Metropolia nowogrodzka
Metropolia nowogrodzka – jedna z metropolii Rosyjskiego Kościoła Prawosławnego. W jej skład wchodzą dwie eparchie: nowogrodzka i borowicka.
Erygowana przez Święty Synod Rosyjskiego Kościoła Prawosławnego w grudniu 2011. Jej pierwszym ordynariuszem został arcybiskup nowogrodzki i staro-russki Lew (Cerpicki), podniesiony w styczniu 2012 do godności metropolity.